# 李文新
李文新（1963年4月—），湖南耒阳人，中华人民共和国铁路高管。

## 生平
1983年7月参加工作，1985年8月加入中国共产党，西南交通大学经济管理学院管理科学与工程专业毕业，研究生学历，管理学博士学位，提高工资待遇高级工程师。1979年9月至1983年7月，在西南交通大学运输系铁道运输专业学习。1983年7月至1985年9月，任铁道部科学研究院运输及经济研究所研究实习员。1985年9月至1988年10月，为铁道部科学研究院运输管理工程专业硕士研究生。
1988年10月至1990年5月，任铁道部广州铁路局广州分局广州北站助理工程师、工程师。1990年5月至1993年8月，任铁道部广州铁路局办公室秘书科秘书。1993年8月至1995年9月，任铁道部广州铁路（集团）公司羊城总公司石围塘站副站长、广州南站副站长。1995年9月至1997年10月，任铁道部广州铁路（集团）公司羊城总公司广州西站站长、党委副书记，新街车务段段长、党委副书记。1997年10月至1999年8月，任铁道部广州铁路（集团）公司货运处、运输处副处长。1999年8月至2001年3月，任铁道部广州铁路（集团）公司运输处处长。其间，1998年7月至2000年1月在北方交通大学经济管理学院工商管理专业硕士研究生课程进修班学习。2001年3月至2002年6月，任铁道部广州铁路（集团）公司总经理助理。2002年6月至2003年6月，任铁道部广州铁路（集团）公司怀化总公司总经理。2003年6月至2005年4月，任铁道部广州铁路（集团）公司党委书记、副董事长。其间，2004年3月至2004年7月在中央党校地厅级干部进修B班学习。
2005年4月至2006年9月，任铁道部青藏铁路公司总经理、党委副书记。2006年9月至2007年1月，任铁道部运输指挥中心（运输局）副主任（副局长）兼运力资源策划部主任。2007年1月至2007年11月，任铁道部铁道科学研究院党委书记兼副院长。2007年11月至2009年9月，任铁道部中国铁道科学研究院党委书记兼副院长。其间，2007年3月至2009年1月在中央党校马克思主义哲学专业在职研究生学习。2009年9月至2011年6月，任铁道部多种经营发展中心主任。
2011年6月至2011年12月，任铁道部广州铁路（集团）公司副董事长、总经理、党委副书记。2011年12月至2013年3月，任铁道部广州铁路（集团）公司董事长、总经理、党委副书记。2013年3月至2014年8月，任中国铁路总公司广州铁路（集团）公司董事长、总经理、党委副书记。其间，2007年9月至2013年12月在西南交通大学经济管理学院管理科学与工程专业在职研究生学习，获管理学博士学位。
2014年8月起，任中国铁路总公司副总经理、党组成员。
2013年，当选第十二届全国人民代表大会广东地区代表。